# هاشک ۲۷۳۴

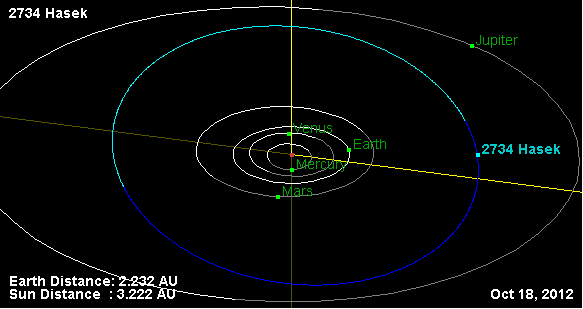
نمایی از محل سیارک ۲۷۳۴ در مدار - ۲۰۱۱

سیارک ۲۷۳۴ (به انگلیسی: 2734 Hasek، نامگذاری:1976GJ3) دو هزار و هفتصد و سی و چهارمین سیارک کشف شده‌است که در ۱ آوریل ۱۹۷۶ کشف شد.
قدر مطلق سیارک برابر ۱۱٫۴۰ است.